# Myospila flavihumera
Myospila flavihumera este o specie de muște din genul Myospila, familia Muscidae, descrisă de Feng în anul 2001.
Este endemică în Sichuan. Conform Catalogue of Life specia Myospila flavihumera nu are subspecii cunoscute.